# Grande Paréi (massif de la Vanoise)
Pour les articles homonymes, voir Grande Paréi.
Ne doit pas être confondu avec Granta Parey.
La Grande Paréi est un sommet de France situé dans le massif de la Vanoise, en Savoie.

## Géographie
Le sommet s'élevant à 3 352 mètres d'altitude constitue une crête du dôme de la Sache dont le sommet est situé juste à l'ouest à 3 588 mètres d'altitude. Ses pentes sont couvertes sur son ubac par le glacier de la Martin au nord et celui de l'Inverneau à l'est ; le glacier Plan est situé à ses pieds au sud.

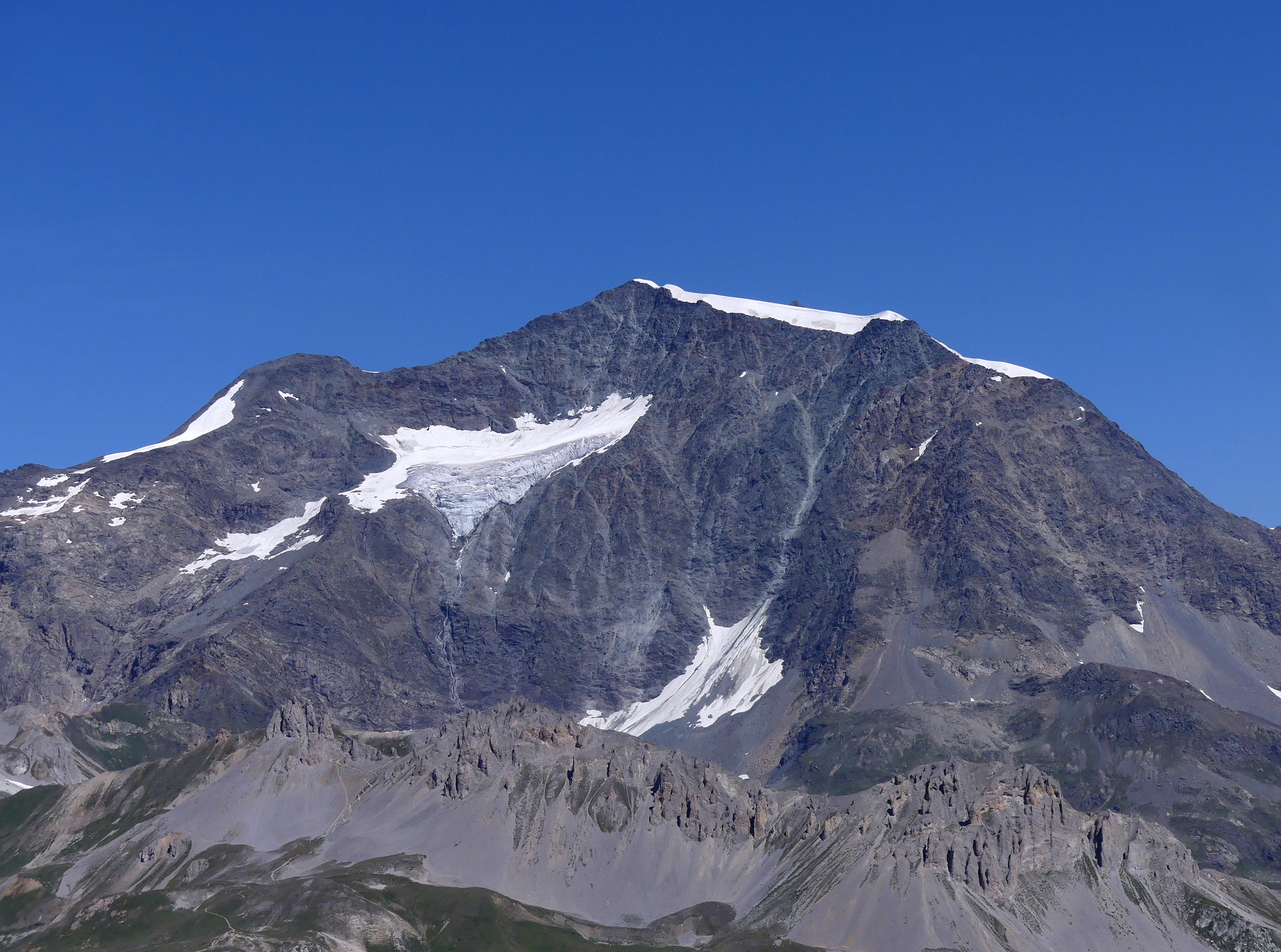
De gauche à droite, le dôme des Platières, le dôme de la Sache et la Grande Paréi dominant le glacier Suspendu et l'aiguille Percée au premier plan depuis la Tovière.